# The Informer - Tre secondi per sopravvivere
The Informer - Tre secondi per sopravvivere (The Informer) è un film del 2019 diretto da Andrea Di Stefano.
La pellicola, con protagonisti Joel Kinnaman, Rosamund Pike, Clive Owen, Common e Ana de Armas, è l'adattamento cinematografico del romanzo del 2009 Tre secondi (Tre sekunder), scritto da Börge Hellström e Anders Roslund.

## Trama
Pete Koslow, un ex criminale ravveduto ed ex soldato delle forze speciali, sta lavorando sotto copertura per l'FBI per infiltrarsi nel traffico di droga della malavita polacca a New York. Come ultimo passo verso la libertà, Koslow deve tornare nell'ultimo posto in cui ha combattuto duramente, la prigione di Bale Hill, dove la sua missione diventa una corsa contro il tempo quando un affare di droga va storto e rischia di essere individuato come talpa. Quando uno dei suoi gestori viene individuato, Montgomery pensa di lasciare che lui e la sua famiglia vengano uccisi per usare i loro omicidi come prove contro i trafficanti. L'agente Koslow si rivolge a Grens, un membro della divisione per il crimine organizzato del NYPD per garantire la sicurezza dei propri cari mentre cerca una via di fuga.

## Produzione
Il titolo originale del film era Three Seconds.
Il progetto viene annunciato durante il Festival di Cannes 2017.

## Promozione
Il primo trailer del film viene diffuso il 16 novembre 2018.

## Distribuzione
Il film, inizialmente programmato per il 22 marzo 2019 e poi per il 16 agosto, è stato distribuito nelle sale cinematografiche britanniche a partire dal 30 agosto 2019 ed in quelle italiane dal 17 ottobre dello stesso anno.

## Accoglienza

### Critica
Sull'aggregatore Rotten Tomatoes il film riceve il 54% delle recensioni professionali positive con un voto medio di 5,68 su 10, basato su 28 critiche, mentre su Metacritic ottiene un punteggio di 64 su 100 basato su 5 critiche.
Peter Bradshaw del The Guardian dà al film 3 stelle su 5, mentre Tim Robey del Daily Telegraph ha dato al film 4 stelle su 5, definendolo "una delle sorprese di genere più piacevoli dell'anno"